# Silence (singel Stromae’a)
„Silence” – ósma piosenka belgijskiego muzyka Stromae’a z jego debiutanckiego albumu studyjnego Cheese.

## Notowania na listach przebojów
| Kraj             | Lista (2010) | Najwyższa pozycja |
| ---------------- | ------------ | ----------------- |
| Belgia (Walonia) | Ultratop 50  | 26                |

### Pozostałe notowania
| Kraj             | Lista (2010)      | Najwyższa pozycja |
| ---------------- | ----------------- | ----------------- |
| Belgia (Walonia) | Ultratop 50 Dance | 29                |

## Występy na żywo
6 marca 2011 roku Stromae wykonał utwór w Palladium w Genewie.